# Thomas Stehle
Thomas Stehle é um ex-futebolista alemão.